# ディアン・ディモフ
ディアン・フリストフ・ディモフ（Diyan Hristov Dimov (ブルガリア語: Диян Димов、1985年9月27日 - ）は、ブルガリア・ルセ出身の元サッカー選手。現役時代のポジションは、ミッドフィールダー（セントラルミッドフィールダー）。